# تيران كامبل
تيران كامبل هو لاعب كرة قدم كندي ولد في 10 أكتوبر 1998 وهو يلعب حاليا في نادي باسفيك الذي ينشط في الدوري الكندي الممتاز.

## روابط خارجية
- تيران كامبل على موقع قاعدة بيانات كرة القدم.إي يو (الإنجليزية)
- تيران كامبل على موقع Soccerway.com (الإنجليزية)